# Frank E. Butler
Francis E. „Frank“ Butler (pokřtěn 30. ledna 1847 hrabství Longford, Irsko – 21. listopadu 1926 Ferndale, Michigan) byl irsko-americký ostrostřelec, jehož druhou manželkou byla Annie Oakleyová. Společně s ní vystupoval v Buffalo Bill's Wild West. Po její smrti přestal jíst a zemřel vyhladověním.

## Život
Narodil ve v hrabství Longford v Irsku. Ve 13 letech se s rodiči přestěhoval do Spojených států amerických. Nějaký čas bydlel u Camdenu v New Jersey. V roce 1870 si vzal Henriettu Saundersovou, se kterou měl dvě děti, Edwarda a Catherine. V roce 1876 se s ní rozvedl a vzal si Annie Oakleyovou.
Když Annie Oakleyová v roce 1926 zemřela, nemohl se s tím vyrovnat, přestal jíst a o 19 dní později, 21. listopadu 1926 zemřel vyhladověním. Podle jiného zdroje uváděl úmrtní list jako příčinu úmrtí senilitu.